# Nils-Håkastjärnen
Nils-Håkastjärnen är en sjö i Örnsköldsviks kommun i Ångermanland och ingår i Gideälvens huvudavrinningsområde.